# الکوثر (شبکه تلویزیونی)
شبکه الکوثر در ۱۷ بهمن ۱۳۸۴ هم‌زمان با عید غدیر خم رسماً فعالیت خود را آغاز کرد.
پیشینه شبکه الکوثر به پیروزی انقلاب ۱۳۵۷ برمی گردد. در ۱۳۵۹ بخش سیمای عربی در صدا و سیما با یک ساعت و نیم پخش راه اندازی شد و به تدریج برنامه‌های آن گسترش یافت، به‌طوری‌که نظام جمهوری اسلامی ایران جهت صدور انقلاب اسلامی و تحت پوشش قرار دادن جهان عرب ضرورت تأسیس یک شبکه عربی زبان را احساس کرد و از ۱۳۸۴ سیمای عربی به عنوان یک شبکه ماهواره ای مستقل و با نام الکوثر و با ۱۴ ساعت پخش، کار خود را ادامه داد و در ۱۳۸۹ و با آغاز ماه رمضان ۲۴ ساعته شد.
شبکه الکوثر به عنوان شبکه معارف اهل بیت، ترویج صحیح معارف ثقلین شریفین را با تکیه بر اصول اتحاد امت اسلامی در دستور کار خود دارد و در این راستا با ارائه برنامه‌های متنوع در موضوعات مذهبی، فرهنگی، سیاسی، اقتصادی و اجتماعی اسلام را به مخاطبان خود معرفی می‌کند و با برخورداری از بخش‌های مختلف خبری، تازه‌ترین رویدادهای جهان را منعکس می‌کند.
تنوع برنامه‌سازی در شبکه الکوثر در موضوعات مختلف مذهبی، اجتماعی، سیاسی، کودک و نوجوان و فیلم و سریال موجب شده مخاطبان جهان عرب، خاصه مسلمانان و شیعیان با سلیقه‌های مختلف بتوانند از برنامه‌های الکوثر بهره‌مند شوند.

## مأموریت
- تعمیق دین باوری و ترویج معارف صحیح ثقلین شریفین
- تبیین ضرورت اتحاد امت اسلامی و تقریب بین المذاهب
- تبلیغ آرمان‌های اصیل انقلاب اسلامی و توانمندی‌های ایران

## مخاطبان هدف
مسلمانان عرب زبان در سراسر جهان

## بیشترین تمرکز مخاطبان
عراق - عربستان - بحرین - لبنان - سوریه - مراکش - الجزایر - تونس - مصر - فلسطین - کویت - فنلاند - سوئد - هلند - دانمارک - فرانسه

## گروه‌های برنامه ساز
معارف، اجتماعی، سیاسی ،خبر و کودک

### برنامه‌های مذهبی
احکام الاسلام، الاطروحه المهدویه، حقائق التاریخ، ربیع القلوب، مرفا الکلمه

### برنامه‌های سیاسی
اخبار، ایران فی دائرة الضوء، نقطه و حوار، هنا بیروت، اخبار مذهبی، استودیو قاهره

### برنامه‌های اجتماعی
صباح الکوثر، مع المشاهدین، حوارات شبابیة، مسائل و حلول، حواء، مسابقه الرمز

### تولیدات فیلم و سریال
سریال جابر بن حیان، سریال خاک و عشق، سریال گریه نکن سرزمین من، سینمایی تولدی دیگر، سینمایی موش، سینمائی رویاهایت را به خاطر بسپار، سینمائی هیام، سینمائی هولوکاست، سینمائی فرار از کوفه و سینمائی زخم زیتون

### آثار دوبله
سریالهای مختارنامه - یوسف پیامبر - امام علی (ع) - تنهاترین سردار- ولایت عشق - مریم مقدس - مردان آنجلس - صاحبدلان - روز حسرت - خاک سرخ - شب دهم -خواب و بیدار - مسافری از هند - او یک فرشته بود و…

### برترین برنامه‌ها
برنامه ربیع القلوب، این برنامه قرآنی بوده و به تهیه‌کنندگی سید ابراهیم حسینی است.
برنامه مع المشاهدین، برنامه‌ای اجتماعی و با دعوت از شخصیتهای مطرح سینمای ایران مخاطبان خوبی را در سطح جهان عرب دارد
برنامه اخبار مذهبی، برنامه‌ای است که توسط گروه خبر وسیاسی شبکه الکوثر تولید و پخش می‌شود.

### برنامه‌های مستند
مستند وقتی ابرها پایین می‌آیند از تولیدات شبکه جهانی الکوثر که به موضوع عزاداری حسین بن علی در شهر محمودآباد هند می‌پردازد در بخش مستند سی امین جشنواره فیلم فجر کاندید دریافت دو جایزه در بخش بهترین تصویربرداری و بهترین تدوین، شد و در نهایت جایزه بهترین تصویربرداری را از آن خود کرد. مستند وقتی ابرها پایین می‌آیندبه موفقیتی دیگر دست یافت و در سال ۲۰۱۲ در جشنواره صدای مستند دبی حضور یافت. این جشنواره هرساله مستندهای تولیدی فاخر داخلی و خارجی را رصد و از بین آن‌ها سه اثر را انتخاب و طی مراسمی با دعوت از عوامل آن به نمایش گذاشته و درحاشیه آن به برگزاری کارگاه‌های آموزشی و مصاحبه مطبوعاتی مبادرت می‌ورزد.
-برنامه پارسیان زنگبار از مستندهای تولیدی این شبکه درزنگبار بوده که در جشنواره اتحادیه رادیو تلویزیونهای اسلامی به عنوان بهترین فیلم مستند انتخاب شد.
-سینمائی تولدی دیگر از تولیدات این شبکه به کارگردانی عباس رافعی در جشنواره جام جم به دریافت دو جایزه بهترین جلوه‌های ویژه و بهترین جایزه ویژه بیداری اسلامی دست یافت.
تله فیلم فرار از کوفه که در شبکه جهانی الکوثر تهیه شد در جشنواره الغدیر در کشور عراق به دریافت جایزه بهترین فیلم تلویزیونی نائل شد.
مستند وقتی ابرها پایین می‌آیند یا شیعیان هند در پنجمین جشنواره بینالمللی سینما حقیقت نیز تندیس بهترین کارگردانی بخش آیینی دریافت کرد.
کلیپ دم بلون الماء از تولیدات شبکه الکوثر در عربستان در چهارمین جشنواره اتحادیه رادیو و تلویزیونهای اسلامی موفق به دریافت جایزه بهترین کلیپ با موضوع بیداری اسلامی شد.
برنامه ۱۸۰ درجه از تولیدات گروه کودک و نوجوان شبکه الکوثر در ششمین جشنواره الغدیر نجف اشرف موفق به کسب بهترین برنامه کودکان و نوجوانان شد.
مستند پروانه‌های سفید نیز از تولیدات فاخر این شبکه بوده که در جشنواره بین‌المللی فیلم فجر سال ۱۳۹۴ کاندید بهترین مستند شد.

## موفقیت شبکه الکوثر در جشنواره‌ها
موفقیت شبکه جهانی الکوثر درجشنواره‌های فیلم فجر، جشنواره الغدیر عراق، اتحادیه رادیو و تلویزیونها، سینما حقیقت و جشنواره جام جم